# Distribuitori de energie electrică din România
Operatorii de distribuție a energiei electrice din România sunt entități care administrează rețelele de distribuție a energiei electrice in România . Aceștia au rolul de a transporta energia electrică de la stațiile de transformare către utilizatorii finali, fie că sunt clienți casnici, fie industriali. Activitatea de distribuție a energiei electrice în România este realizată de patru mari operatori care acoperă opt zone de distribuție. Aceștia sunt responsabili de întreținerea și modernizarea infrastructurii, precum stâlpi, cabluri, transformatoare și contoare, asigurând o furnizare continuă și sigură de electricitate. În plus, se ocupă de gestionarea incidentelor și implementarea soluțiilor tehnologice pentru creșterea eficienței rețelelor.

## Lista operatorilor de distribuție a energiei electrice în România și aria de acoperire
1. Delgaz Grid (parte a grupului E.ON România) operează în județele Suceava, Botoșani, Neamț, Iași, Bacău și Vaslui, fiind unul dintre cei mai mari distribuitori din țară, atât pentru energie electrică, cât și pentru gaze naturale. . Rețeaua sa cuprinde peste 83.000 km pentru distribuția energiei electrice și 24.000 km pentru gaze naturale, deservind aproximativ 3 milioane de clienți. Este primul distribuitor integrat de energie electrică și gaze naturale din țară.
2. Distribuție Oltenia (parte a grupului Evryo) gestionează rețelele de distribuție a energiei electrice în județele Dolj, Argeș, Olt, Gorj, Vâlcea, Mehedinți și Teleorman. Acesta deservește circa 1,45 milioane de clienți și administrează o rețea extinsă care acoperă sud-vestul României.
3. Rețele Electrice Banat (parte a grupului PPC) - cunoscut anterior sub denumirea E-Distribuție Banat, acoperă județele Timiș, Arad, Hunedoara și Caraș-Severin.
4. Rețele Electrice Dobrogea (parte a grupului PPC), cunoscut anterior sub denumirea E-Distribuție Banat, acest operator acoperă județele Constanța, Tulcea, Călărași și Ialomița. Această companie gestionează rețelele electrice în sud-estul țării, deservind zonele din regiunea Dobrogea.
5. Rețele Electrice Muntenia (parte a grupului PPC), cunoscută anterior ca E-Distribuție Muntenia, asigură distribuția energiei electrice în București și județele Ilfov și Giurgiu. Acoperă o rețea extinsă de distribuție în partea de sud a României, inclusiv capitala și zonele din apropierea acesteia.
6. Distribuție Energie Electrică România Transilvania Nord (parte a grupului DEER), acoperă județele Cluj, Bihor, Maramureș, Satu Mare, Bistrița-Năsăud și Sălaj din zona nord-vestică a țării. Această rețea este esențială pentru distribuția energiei electrice în zona de nord-vest a României, incluzând județe cu o densitate ridicată de consumatori.
7. Distribuție Energie Electrică România Transilvania Sud (parte a grupului DEER), acoperă județele Alba, Brașov, Covasna, Harghita, Mureș și Sibiu din centrul și sudul Transilvaniei. Acest distribuitor furnizează energie electrică pentru o vastă zonă a Transilvaniei, asigurând un serviciu esențial pentru zonele montane și urbane din regiune.
8. Distribuție Energie Electrică România Muntenia Nord (parte a grupului DEER), acoperă județele Brăila, Buzău, Dâmbovița, Galați, Prahova și Vrancea. Această rețea acoperă o regiune extinsă din partea de nord a Munteniei, furnizând energie electrică pentru milioane de consumatori.

## Reglementări și particularități ale distribuției energiei electrice în România
Distribuția energiei electrice reprezintă o activitate esențială în sectorul energetic și este reglementată strict de autoritățile naționale, în principal de Autoritatea Națională de Reglementare în Domeniul Energiei (ANRE). Reglementările impuse au scopul de a asigura funcționarea în siguranță, continuitatea și eficiența serviciilor de distribuție, protejând totodată interesele consumatorilor finali și promovând un mediu concurențial echitabil.
Cu un grad de racordare a consumatorilor casnici la rețeaua electrică de distribuție de peste 90%, energia electrică este cea mai larg răspândită formă de energie din România, însă, raportat la consumul de energie electrică pe locuitor, acesta este net inferior mediei la nivelul Uniunii Europene – de 2,4 ori mai mic decât media UE.

### Monopolul natural în distribuția energiei electrice
În România, consumatorii nu pot schimba distribuitorul de energie electrică, deoarece distribuția este reglementată pe zone geografice și reprezintă un monopol natural, o formă de organizare economică în care un singur operator deține exclusivitatea serviciului într-o anumită zonă geografică. Acest statut derivă din natura specifică a infrastructurii de distribuție, care necesită investiții semnificative și continuă întreținere, făcând ineficientă dezvoltarea unor rețele paralele în aceeași regiune. În România, fiecare operator de distribuție are drepturi exclusive de gestionare a rețelelor electrice în zona sa de activitate. Astfel, „dacă ai nevoie să te conectezi la curent, trebuie să vorbești cu distribuitorul care operează în zona ta”.

### Avantajele acestui model de organizare includ:
- Gestionarea unitară a infrastructurii: Un singur operator în fiecare regiune permite întreținerea coordonată și extinderea rețelelor.
- Eficiența operațională: Costurile de administrare și modernizare sunt reduse prin eliminarea redundanței rețelelor.
- Stabilitatea serviciilor: Organizarea centralizată garantează o furnizare continuă și sigură de energie electrică.

Totuși, pentru a preveni eventualele abuzuri ale poziției de monopol, activitatea operatorilor este monitorizată și reglementată prin tarife impuse și standarde stricte de performanță, stabilite de ANRE.

### Reglementări esențiale
1. Accesul reglementat la rețea: Operatorii sunt obligați să asigure accesul nediscriminatoriu la rețea pentru toți utilizatorii, fie că sunt consumatori casnici, industriali sau furnizori de energie electrică.
2. Tarifele reglementate: Tarifele pentru serviciile de distribuție sunt stabilite și ajustate periodic de ANRE, în funcție de costurile reale și de necesitatea investițiilor.
3. Calitatea serviciului: Operatorii trebuie să respecte indicatori de performanță, cum ar fi numărul și durata întreruperilor de curent, timpul de intervenție în cazul avariilor sau răspunsul la solicitările consumatorilor.
4. Obligația de modernizare: Operatorii trebuie să investească constant în modernizarea și extinderea rețelelor, inclusiv implementarea soluțiilor tehnologice de tip smart grid.

## Importanța cunoașterii operatorului local de distribuție
Cunoașterea operatorului de distribuție din zona de reședință este esențială pentru consumatorii de energie electrică, deoarece acesta reprezintă principalul punct de contact în cazul oricăror probleme sau cereri legate de rețeaua electrică.

### Principalele situații în care interacțiunea cu operatorul este necesară
1. Raportarea avariilor sau întreruperilor de curent: În cazul unei pene de curent, operatorul de distribuție este singurul responsabil pentru identificarea și remedierea defecțiunilor din rețea.
2. Racordarea la rețea: Operatorul gestionează procesul de conectare a noilor utilizatori la rețeaua electrică, inclusiv emiterea avizelor tehnice necesare.
3. Modificări ale instalației electrice: În cazul extinderii sau modernizării rețelei electrice proprii, consumatorii trebuie să obțină aprobarea și suportul operatorului.
4. Citirea contoarelor și actualizarea datelor: Operatorul este responsabil de instalarea, citirea și întreținerea contoarelor de energie electrică, precum și de actualizarea informațiilor privind consumul.
5. Soluționarea reclamațiilor tehnice: Operatorii oferă suport consumatorilor pentru rezolvarea problemelor tehnice sau administrative legate de infrastructura electrică.

### Cum poate fi identificat operatorul de distribuție local
Consumatorii pot identifica operatorul de distribuție responsabil pentru zona lor prin următoarele metode:
1. Consultarea facturii de energie electrică – Factura emisă de furnizor conține informații despre operatorul de distribuție local.
2. Accesarea platformelor oficiale – Site-ul Autorității Naționale de Reglementare în Domeniul Energiei (ANRE)[2] pune la dispoziție informații actualizate privind repartizarea teritorială a operatorilor.
3. Utilizarea hărților de distribuție – O hartă interactivă a rețelelor de distribuție poate fi consultată pe platforma economisi.ro.[3] Aceasta oferă o prezentare detaliată a operatorilor alocați fiecărei regiuni, facilitând identificarea rapidă a operatorului pe baza localizării geografice.

Aceste instrumente sunt utile atât pentru raportarea incidentelor tehnice, cât și pentru solicitări precum racordarea la rețea sau obținerea de informații tehnice suplimentare.